# Инвариантная мера
Инвариантная мера — в теории динамических систем мера, определённая в фазовом пространстве, связанная с динамической системой и не изменяющаяся с течением времени при эволюции состояния динамической системы в фазовом пространстве. Понятие инвариантной меры применяется при усреднении уравнений движения, в теории показателей Ляпунова, в теории метрической энтропии и вероятностных фрактальных размерностей.

## Определение
В теории динамических систем, мера {\displaystyle \mu } на пространстве {\displaystyle (X,\Sigma )} называется инвариантной для измеримого отображения {\displaystyle f:(X,\Sigma )\to (X,\Sigma )}, если она совпадает со своим образом {\displaystyle f_{*}\mu }. В силу определения, это означает, что 
{\displaystyle \forall A\in \Sigma \quad \mu (A)=\mu (f^{-1}(A)).\qquad (*)}
Для обратимых отображений переход к прообразу в (*) может быть заменён на переход к образу: если отображение {\displaystyle f^{-1}} также измеримо в смысле {\displaystyle (X,\Sigma )}, то эквивалентным является определение
{\displaystyle \forall A\in \Sigma \quad \mu (A)=\mu (f(A)).}
Однако в общей ситуации изменять определение таким образом нельзя: мера Лебега на окружности {\displaystyle S^{1}} инвариантна относительно отображения удвоения {\displaystyle x\mapsto 2x\mod 1}, однако мера дуги {\displaystyle [0,1/3]} отлична от меры её образа {\displaystyle [0,2/3]}.

## Примеры
- Отображение {\displaystyle x_{n+1}=2x_{n}{\bmod {1}}\equiv f(x_{n})}[3]. Уравнение Перрона — Фробениуса для него имеет вид {\displaystyle p(x)={\frac {1}{2}}\left[p\left({\frac {x}{2}}\right)+p\left({\frac {x+1}{2}}\right)\right]}. Подставляя это выражение в его же правую часть, получаем: {\displaystyle p(x)={\frac {1}{4}}\left[p\left({\frac {x}{4}}\right)+p\left({\frac {x+1}{4}}\right)+p\left({\frac {x+2}{4}}\right)+p\left({\frac {x+3}{4}}\right)\right]}. Повторяя эту подстановку {\displaystyle n} раз, получаем: {\displaystyle p(x)={\frac {1}{2^{n}}}\sum _{i=0}^{2^{n}-1}p\left({\frac {x+i}{2^{n}}}\right)\xrightarrow {n\to \infty } \int _{0}^{1}p(x)\,dx=1}. Эта мера устойчива, то есть произвольная непрерывная мера будет сходится к ней.
- Отображение {\displaystyle x_{n+1}=1-2|x_{n}|,x\in [-1,1]} или {\displaystyle x_{n+1}=1-2|2x_{n}-1|}, {\displaystyle x\in [0,1](1)}[4]. Существование устойчивой непрерывной инвариантной меры с {\displaystyle p(x)=\mathrm {const} } доказывается аналогично.
- Логистическое отображение {\displaystyle x_{n+1}=1-2x_{n}^{2}}, {\displaystyle x\in [-1,1]}[4]. Производим замену {\displaystyle x=-\cos \pi \theta }, {\displaystyle \theta \in [0,1]}, получаем {\displaystyle -\cos \pi \theta _{n+1}=1-2(\cos \pi \theta _{n})^{2}=-\cos 2\pi \theta _{n}}, {\displaystyle \theta _{n+1}={\begin{cases}2\theta _{n},&\theta _{n}\leqslant {\frac {1}{2}}\\2-2\theta _{n},&\theta _{n}>{\frac {1}{2}}\end{cases}}}, что можно преобразовать к виду (1). Следовательно, для {\displaystyle \theta } существует непрерывная постоянная плотность вероятности {\displaystyle p(\theta )=1}. Плотность вероятности для {\displaystyle x} следует из неё: {\displaystyle p(x)={\frac {1}{\pi {\sqrt {1-x^{2}}}}}}.